# Departament de Chimaltenango
El departament de Chimaltenango està situat a la regió Central de Guatemala. Limita al nord amb els departaments de El Quiché i Baja Verapaz; a l'est amb Guatemala i Sacatepéquez; al sud amb Escuintla i Suchitepéquez, i a l'oest amb Sololá. La capçalera departamental és Chimaltenango, està a una distància d'aproximada de 54 quilòmetres de la Ciutat de Guatemala.

## Història
El nom Chimaltenango es pot descompondre de la següent forma: Chimal = escut, i tenango = lloc emmurallat, la qual cosa donaria La muralla d'escuts. Aquest nom li va ser donat per haver estat plaça militar fortificada.
En 1462 els kaqtxiquels es van separar del domini k'iché i va fundar la seva capital en una nova regió del lloc anomenat Iximché, on a més els espanyols van fundar la primera capital de Santiago de los Caballeros de Guatemala, el 25 de juliol de 1524, i a partir d'aquesta data es va introduir l'idioma castellà que es va donar a conèixer com la llengua dels colonitzadors.
Va ser coneguda com a Província de Chimaltenango, que confinava al sud amb la d'Escuintla i a l'est amb la de Sacatepéquez, en aquells dies, la capçalera era Santa Ana Chimaltenango.
En 1825 Chimaltenango i Sacatepéquez formaven un sol departament i no va ser sinó fins al 12 de setembre de 1839, quan l'Assemblea Constituent els va dividir en departaments separats.
En aquest departament va ser rellevant la signatura de l'acta de Patzicia el 3 de juny de 1871, que va consolidar el triomf del general Justo Rufino Barrios i els Reformistes, donant auge a diverses polítiques de l'època.

## Divisió administrativa
El departament de Chimaltenango es troba integrat per 16 municipis que són:
1. Chimaltenango
2. San José Poaquíl
3. San Martín Jilotepeque
4. San Juan Comalapa
5. Santa Apolonia
6. Tecpán Guatemala
7. Patzún
8. Pochuta
9. Patzicía
10. Santa Cruz Balanyá
11. Acatenango
12. San Pedro Yepocapa
13. San Andrés Itzapa
14. Parramos
15. Zaragoza
16. El Tejar